# Astrophysics Data System
Pour les articles homonymes, voir ADS.
L'Astrophysics Data System (ADS) est une base de données en ligne de plus de huit millions de documents traitant d'astronomie et de physique. Les articles n'y sont pas stockés, comme pour ArXiv, mais le portail permet de rechercher des articles dans différentes sources, comme les journaux scientifiques avec comité de lecture (pour l'astronomie, principalement Astronomy and Astrophysics, MNRAS, The Astrophysical Journal et The Astronomical Journal), ainsi que les comptes-rendus de conférences, les chapitres de livres, etc. Certains des articles les plus anciens ont été scannés et y sont disponibles aux formats GIF et PDF. L'ADS permet de non seulement trouver les articles, mais aussi de facilement suivre les articles qui citent un article donné, ainsi que les articles connexes. L'ADS inclut des liens automatiques vers arXiv et fournit aussi des alertes personnalisées par courrier électronique. Il a été développé par l'agence spatiale américaine (NASA), et est géré par le Harvard–Smithsonian Center for Astrophysics.
L'ADS est un puissant outil de recherche ayant eu un impact significatif sur l'efficacité de la recherche en astronomie depuis son lancement en 1992. Les recherches bibliographiques qui auraient pris auparavant des jours ou des semaines peuvent être à présent effectuées en quelques secondes grâce au moteur de recherche, qui est adapté aux besoins de l'astronomie. Des études ont montré que les bénéfices apportés à l'astronomie par l'ADS représentent l'équivalent de plusieurs centaines de millions de dollars par an, et on estime que le système a triplé le nombre de lecteurs de revues d'astronomie.
L'utilisation de l'ADS est presque universelle parmi les astronomes. Par conséquent, les statistiques d'utilisation récoltées peuvent être utilisées pour analyser les tendances mondiales de la recherche en astronomie. Ainsi, ces études ont montré que la production scientifique d'un astronome dépend du produit intérieur brut par habitant (PIB) du pays dans lequel il/elle est basé, et que le nombre d'astronomes dans un pays est proportionnel au PIB de ce pays, de sorte que le montant total de la recherche effectuée dans un pays est proportionnel au rapport du carré de son PIB par sa population.

## Historique
Durant de nombreuses années, un problème croissant dans la recherche en astronomie (comme dans d'autres disciplines académiques) a été la constante augmentation du nombre d'articles publiés dans les revues scientifiques, si bien qu'il devenait de plus en plus compliqué pour les astronomes de lire les derniers résultats de recherche. Pendant les années 1980, les astronomes ont vu dans les nouvelles technologies qui ont formé la base d'Internet un moyen pour construire un système d'indexation des articles de recherche en astronomie, ce qui leur permettrait de se tenir mieux informés des avancées en la matière.
La première suggestion d'une base de données de résumés date d'une conférence au thème Astronomie et Grandes bases de données s'étant tenue à Garching bei München en 1987. L'embryon de ce qui deviendra l'ADS est mis en place durant les deux années qui suivent, et on envisage dès 1991 d'intégrer l'ADS avec le SIMBAD, base de données astronomique des objets en dehors du système solaire, de sorte que les scientifiques puisse rechercher tous les articles écrits à propos d'un objet donné.
Une première version de l'ADS, recensant 40 articles, est créé en 1988 comme preuve de concept, puis est connectée durant l'été 1993 à la base de données SIMBAD. Jusqu'en 1994, le service est disponible via le réseau propriétaire du logiciel, mais est transféré à la naissance du World Wide Web au début de cette année. Le nombre d'utilisateurs du service quadruple au cours des cinq semaines suivant l'introduction du ADS sur le web.
Les articles initialement accessibles via l'ADS étaient des extraits numérisés de journaux scientifiques, mais à partir de 1995, l'Astrophysical Journal commence à publier une édition en ligne, bientôt suivis par d'autres revues telles qu'Astronomy and Astrophysics et les Monthly Notices of the Royal Astronomical Society. L'ADS fournit des liens vers ces éditions électroniques dès leur apparition. Depuis 1995, le nombre d'utilisateurs de l'ADS double à peu près tous les deux ans. Le site a réalisé des ententes avec la plupart des revues d'astronomie, qui fournissent des résumés. Des articles numérisant datant d'il y a aussi longtemps que le XIXe siècle sont disponibles via le service, qui contient maintenant plus de huit millions de documents. Il est accessible dans le monde entier, avec douze sites miroirs dans douze pays sur les cinq continents, dont les bases de données sont synchronisées par le biais de mises à jour hebdomadaires à l'aide de l'utilitaire rsync.

## Données du système

1284 documents traitant de la galaxie M101 sont disponibles par le biais de l'ADS, certains datant de 1850.

Un article est indexé dans la base de données par sa notice bibliographique, contenant les détails de la revue dans laquelle il a été publié, ainsi que d'autre métadonnées diverses, telles que la liste des auteurs, les références et les citations. Ces données étaient à l'origine stockées au format ASCII, dont les limites ont encouragé les responsables de la maintenance à migrer tous les documents au format XML (Extensible Markup Language) en 2000.
Depuis l'avènement des éditions en ligne des journaux scientifiques, les résumés sont chargés dans l'ADS à la date de publication des articles, le texte complet du journal étant à la disposition des abonnés. Les articles les plus anciens ont été numérisés, et un résumé en est réalisé à l'aide de logiciels de reconnaissance optique de caractères. Les articles scannés datant d'avant 1995 sont généralement disponibles gratuitement, en accord avec les éditeurs.
Les articles numérisés sont stockés au format TIFF, à la fois en moyenne et haute définition. Les fichiers TIFF sont convertis sur demande en GIF pour l'affichage à l'écran, et PDF ou PostScript pour l'impression. Les fichiers générés à partir des articles les plus populaires sont ensuite mis en cache, pour éviter des régénérations inutilements fréquentes. En 2000, l'ADS contenait 250 GO de scans, qui se composaientt de 1,128,955 pages issues des 138,789 articles. Début 2018, l'ADS répertorie plus de 13 millions de références.
La base de données, qui ne contenait initialement que des références à des articles d'astronomie, inclut aujourd'hui trois bases de données, couvrant l'astronomie, la physique (y compris l'instrumentation et géosciences), ainsi que les prépublications de travaux scientifiques d'arXiv. La base de données de l'astronomie est de loin la plus complète, son utilisation représente environ 85% des recherches sur l'ADS. Les articles sont assignés aux différentes bases de données en fonction de leur sujet plutôt que du journal dans lequel ils ont été publiés, ainsi, les articles d'un même périodique peuvent apparaître dans les trois bases de données. La séparation des bases de données permet une recherche plus adaptée, de sorte que les mots clés puissent être pondérés en fonction de leur importance dans le domaine en question.
L'accès aux prépublications d'arXiv depuis l'ADS permet d'avoir à sa disposition les travaux de recherche les plus récents disponibles (avec la réserve que les prépublications peuvent ne pas avoir été relues par des pairs). Ces archives sont mises à jour de façon journalière. Les liens vers une prépublication renvoient autant que possible vers l'article lui-même lorsque celui-ci est finalement publié dans une revue scientifique.

## Ressources physiques et logicielles
Le logiciel de l'ADS fonctionne sur un système programmé à l'occasion, permettant une personnalisation poussée aux besoins spécifiques à l'astronomie, ce qui n'aurait pas été possible avec les logiciels habituels de gestion de bases de données. Les scripts sont conçus pour être aussi indépendants de la plateforme que possible, pour faciliter sa mise en miroir sur les systèmes du monde entier, bien que l'utilisation croissante de Linux comme système d'exploitation de choix au sein de l'astronomie a conduit à une augmentation de l'optimisation des scripts pour cette plate-forme.
Le serveur principal de l'ADS est situé au Harvard-Smithsonian Center for Astrophysics à Cambridge, dans le Massachusetts, et est un serveur double 64-bit X86 Intel avec deux quad-core 3.0 GHz Processeurs et 32 GO de RAM, exécuté sur la distribution Linux CentOS.Les serveurs miroirs sont situés au Brésil, en Chine, au Chili, en France, en Allemagne, en Inde, en Indonésie, au Japon, en Russie, en Corée du Sud, au Royaume-Uni, et en Ukraine.

## Système d'indexation
L'ADS reçoit actuellement les résumés et tables de matières de près de deux cents journaux. L'utilisation de TeX et LaTeX par la quasi-totalité des revues scientifiques facilite grandement l'intégration de données bibliographiques dans un format normalisé. L'importation HTML des articles web est également simple. L'ADS utilise également des scripts Perl pour l'importation, la transformation et la standardisation des données bibliographiques.
La tâche, à première vue banale, de convertir les noms d'auteur dans un format standard Nom de famille, Initiales est en fait l'une des plus difficiles à automatiser, en raison de la grande variété de conventions de nommage dans le monde et la possibilité qu'un nom tel que Davis puisse être un prénom, un deuxième prénom ou un nom de famille. L'exactitude de la conversion des noms exige une connaissance détaillée des noms d'auteurs actifs dans l'astronomie, et l'ADS maintient une vaste base de données de noms d'auteur, qui est également utilisé dans la recherche de la base de données.
La liste des références fournie à la fin de l'article électronique s'extrait facilement. Pour les articles numérisés, l'extraction des références repose sur la reconnaissance optique de caractères. On peut alors les comparer à la liste de citations des articles déjà présents dans la base de données. Les listes de citations ont déjà été utilisées dans le passé pour identifier les articles manquants dans la base de données, dont la plupart dataient d'avant 1975, et de les ajouter au système.

## Revues couvertes
La base de données contient actuellement plus de huit millions d'articles. Dans le cas des grandes revues d'astronomie (The Astrophysical Journal, The Astronomical Journal, Astronomy and Astrophysics, Publications of the Astronomical Society of the Pacific et les Monthly Notices of the Royal Astronomical Society), la couverture est complète, tous les numéros étant indexés, des premiers aux actuels. Ces revues compte pour environ les deux tiers des articles de la base de données, le reste étant constitué d'articles publiés dans plus de 100 autres revues du monde entier.
Alors que la base de données recense les contenus de tous les grands journaux, ainsi qu'une grande partie de ceux de journaux moins importants, la couverture des références et des citations est beaucoup moins complète. Les références telles que "communication privée", "dans la presse" ou "en préparation" ne peuvent pas être mises en correspondance avec la base de données, et des erreurs de l'auteur dans les listes de références peuvent d'entraîner des erreurs du système. Certains articles d'astronomie peuvent également citer et être cités par des articles publiés dans des revues qui ne relèvent pas du champ d'application de l'ADS, telles que des revues de chimie, de mathématiques ou de biologie.

## Moteur de recherche

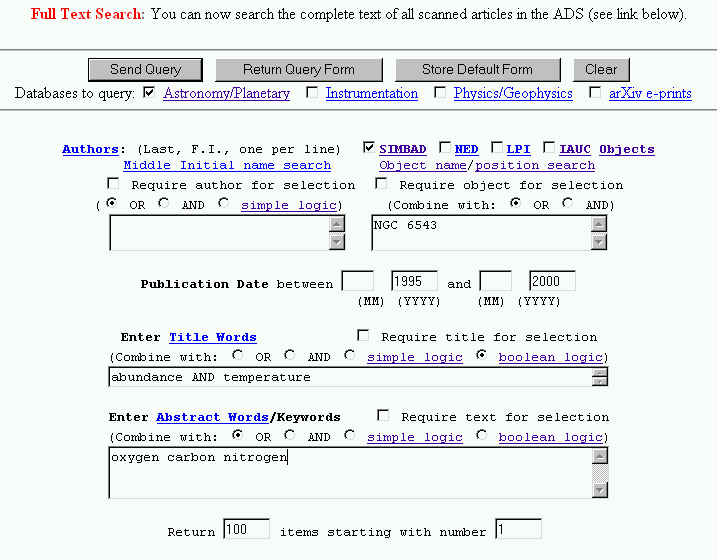
Un exemple d'une recherche complexe, combinant l'objet astronomique, le titre et le résumé, le tout filtré en fonction de la date

Depuis sa création, l'ADS a développé un moteur de recherche très complet. Ce dernier a en effet été conçu sur mesure pour la recherche en astronomie, ce qui suppose que l'utilisateur soit bien versé dans l'astronomie pour pouvoir interpréter les résultats de recherche. La base de données peut être interrogée pour les noms d'auteur, les noms d'objets astronomiques, les mots clefs du titre ou du résumé.

## Impact sur l'astronomie
L'ADS est utilisé comme outil de recherche par la plupart des astronomes. Des études ont estimé quantitativement l'efficacité qu'a apporté l'ADS à l'astronomie. Ainsi l'ADS augmenterait de l'efficacité de la recherche en astronomie de l'équivalent de 333 emplois à temps plein par an. Une autre étude a constaté qu'en 2002, son effet est équivalent à 736 chercheurs à temps plein, soit l'ensemble de la recherche française en astronomie. L'ADS permet de réaliser en quelques secondes des recherches bibliographiques qui auraient avant nécessité des jours voire des semaines. On estime que l'ADS a augmenté le nombre de lecteurs de littérature scientifique d'astronomie par un facteur d'environ trois depuis sa création.
Il y a environ 12 000 chercheurs en astronomie dans le monde, de sorte que l'ADS représente l'équivalent d'environ 5% de la population active des astronomes. Le mondial de la recherche astronomique du budget étant estimé entre 4 000 et 5 000 millions de dollars américains, la valeur apportée par l'ADS à l'astronomie serait de 200 à 250 millions de dollars par an. Son budget de fonctionnement n'est qu'une petite fraction de ce montant.
La grande importance de l'ADS pour les astronomes a été reconnue par les Nations Unies, dont l'Assemblée Générale a salué le succès, en particulier en soulignant son importance pour les astronomes dans les pays en développement. Un rapport de 2002 par un comité de visite du Centre d'Astrophysique a déclaré quant à lui que le service avait "révolutionné l'utilisation de la littérature scientifique de l'astronomie", et était "probablement la contribution la plus utile à la recherche en astronomie que le Harvard-Smithsonian Center for Astrophysics ait jamais fait".

## Études sociologiques utilisant l'ADS
L'ADS peut révéler beaucoup sur la façon dont la recherche en astronomie est menée dans le monde. La plupart des utilisateurs accèdent au système à partir des instituts d'enseignement supérieur, dont les adresses IP peut être facilement utilisées pour déterminer l'emplacement géographique de l'utilisateur. Des études révèlent que la France et les Pays-Bas sont les pays où l'utilisation de l'ADS par habitant est la plus haute. Par ailleurs les pays les plus développés (mesuré par le PIB par habitant) utilisent plus le système que les pays les moins avancés; la relation entre le PIB par habitant et l'emploi de l'ADS n'étant pas linéaire.
Les statistiques d'utilisation de l'ADS suggèrent également que les astronomes des pays les plus développés ont tendance à être plus productifs que ceux des pays moins développés. La quantité de recherche effectuée est proportionnelle au nombre d'astronomes dans un pays multiplié par le PIB par habitant. Les statistiques indiquent également que les astronomes de cultures européennes réalisent environ trois fois plus de recherches que ceux de cultures asiatiques, ce qui suggère peut-être des différences culturelles dans l'importance accordée à la recherche astronomique.
L'ADS a également été utilisé pour montrer que la fraction de publications à auteur unique a beaucoup diminué depuis 1975 et celles avec plus de 50 auteurs sont devenus plus fréquentes depuis 1990.